# Liparetrus vicinus
Liparetrus vicinus är en skalbaggsart som beskrevs av Britton 1980. Liparetrus vicinus ingår i släktet Liparetrus och familjen Melolonthidae. Inga underarter finns listade i Catalogue of Life.